# Яким Балев
Яким Балев – Странджата е български предприемач и революционер, деец на Върховния македоно-одрински комитет.

## Биография
Яким Балев е роден през 1849 година в град Охрид, тогава в Османската империя. Занимава се с търговия.
В България е съдържател на Ломски хан в София, като подпомага материално македонски нелегални дейци. Собственик е и на гостилница „Охридско езеро“ и същевременно участва в дейността на ВМОК.
Умира през 1911 година в София и е погребан в Централните софийски гробища.